# 新索菲伊夫卡 (戈拉亞普里斯坦區)
46°9′51″N 32°30′16″E / 46.16417°N 32.50444°E
新索菲伊夫卡（烏克蘭語：Новософіївка）是位於烏克蘭南部的村莊，由赫爾松州斯卡多夫斯克區的拉祖爾內市鎮負責管轄。該村面積0.97平方公里，海拔高度12米，2001年人口1,227，人口密度每平方公里1,270.2人。